# Шенандоа (Ајова)
Шенандоа (енгл. Shenandoah) град је у америчкој савезној држави Ајова. По попису становништва из 2010. у њему је живело 5.150 становника.

## Демографија
Према попису становништва из 2010. у граду је живело 5.150 становника, што је -396 (-7.1%) становника више него 2000. године.
| Група             | 2000.         | 2010.         |
| Белци             | 5.326 (96,0%) | 4.837 (93,9%) |
| Афроамериканци    | 6 (0,1%)      | 18 (0,3%)     |
| Азијати           | 12 (0,2%)     | 24 (0,5%)     |
| Хиспаноамериканци | 151 (2,7%)    | 205 (4,0%)    |
| Укупно            | 5.546         | 5.150         |